# Pont transbordeur de Newport

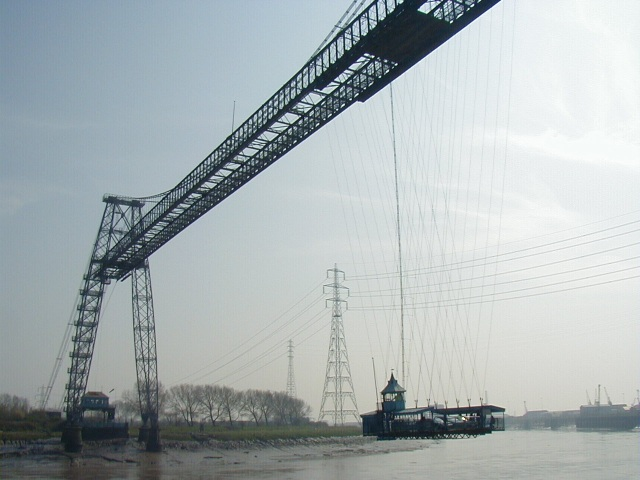
La nacelle pendant la traversée, suspendue sous le tablier du transbordeur

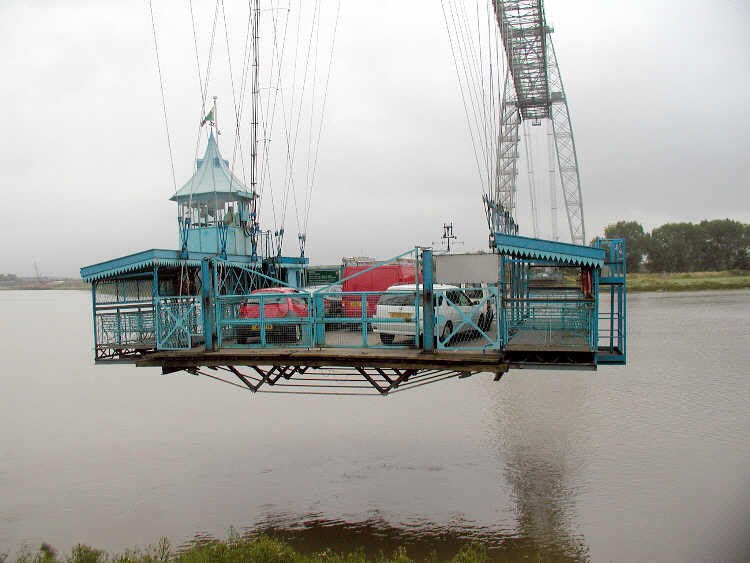
La nacelle a une capacité de 6 voitures et 120 passagers

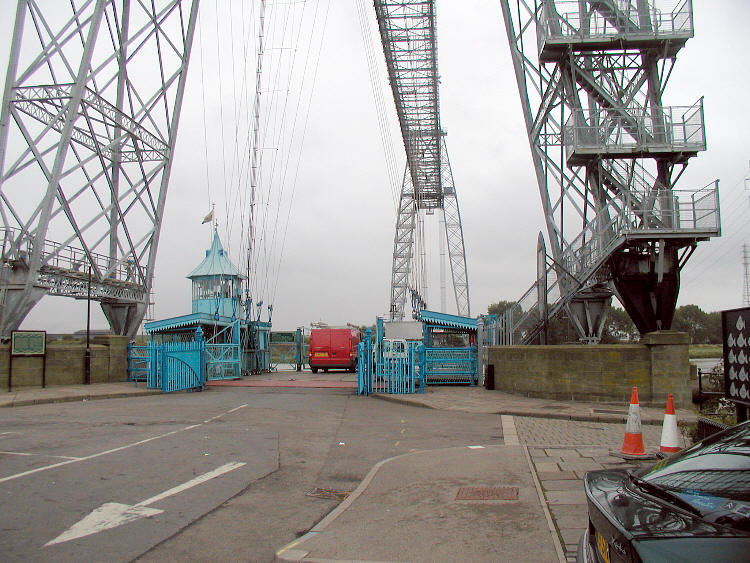
La nacelle durant le chargement

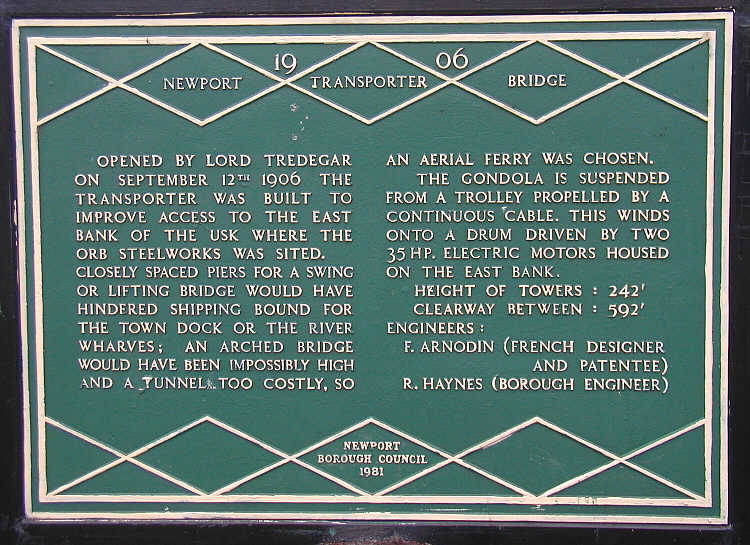
Panneau d'informations

Le pont transbordeur de Newport est une structure métallique destinée au transport des personnes et des véhicules entre les deux rives de l'estuaire de la rivière Usk, qui donne accès au port maritime de Newport, au pays de Galles.
Dessiné par l'ingénieur et industriel français Ferdinand Arnodin, le pont transbordeur fut construit en 1906 par l'ingénieur britannique R. Haynes et ouvert le 12 septembre 1906.

## Un choix technologique
Ce pont constitue la troisième génération des ponts transbordeurs d'Arnodin, à suspension classique, comme le pont de Biscaye ou celui de Rochefort-Martrou, mais avec un renfort de haubans, déjà présents à Marseille et à Nantes. Comme ses prédécesseurs, l'ouvrage de Newport franchit un estuaire soumis aux marées, à l'entrée d'un port maritime livrant passage à des navires dont le gréement pouvait atteindre une hauteur avoisinant les 50 mètres. 
La solution du pont transbordeur assurait un service rapide et confortable, peu sensible aux intempéries, sans l'inconvénient des longues rampes d'approche nécessaires aux ponts routiers de grande hauteur. Ici, les pylônes de 74 m de haut et le tablier de 196 m laissent passage à des mâtures de 54 mètres et la nacelle, suspendue par des câbles à un chariot glissant sur des rails disposés le long du tablier, atteint une vitesse de trois mètres par seconde. Ce pont est le plus long parmi les huit ponts transbordeurs existant encore dans le monde.
La décoration du pont et de ses annexes n'a jamais été modifiée : elle garde son style caractéristique des années 1900. Le câble de traction est commandé par un treuil électrique depuis un poste surélevé, situé sur la rive gauche (est).

## Le pont aujourd'hui

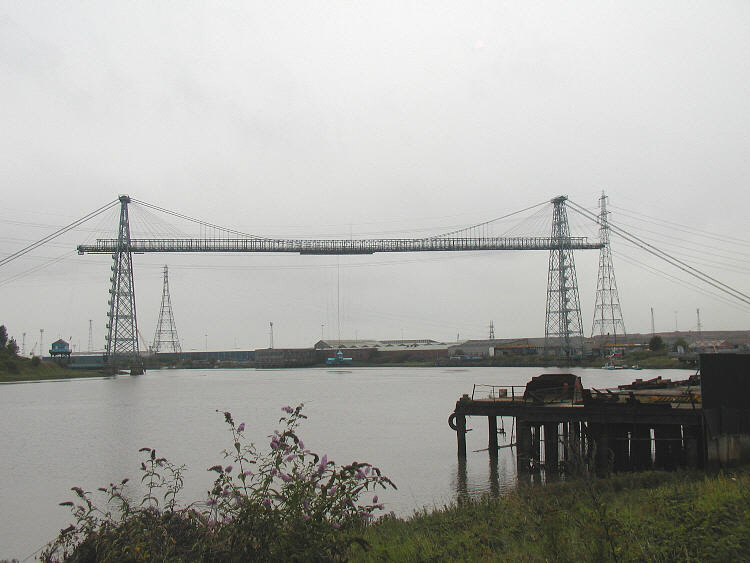
Pont transbordeur de Newport.

Le service a été interrompu une première fois en 1995 pour cause d'usure et de fatigue générale : l'ouvrage a alors été restauré pour une somme de trois millions de livres sterling. Puis il a dû être arrêté à nouveau en septembre 2007, pour des travaux d'entretien. Il a été rouvert en juillet 2010.
Il est aujourd'hui regardé comme le symbole le plus marquant de la ville de Newport. Il a été le cadre des fêtes locales du millénaire, et son image est reparue sur tous les écrans lors de la célébration du centenaire de sa construction, en 2006.
Le passage est gratuit pour les piétons et les cyclistes, tandis que les voitures doivent acquitter un péage de 1 livre. L'accès aux structures hautes des pylônes et du tablier est libre et gratuit les jours fériés.